# Duitse militaire begraafplaats in Rheinau
De Duitse militaire begraafplaats in Rheinau is een militaire begraafplaats in Baden-Württemberg, Duitsland. Op de begraafplaats liggen omgekomen Duitse militairen uit de Tweede Wereldoorlog.

## Begraafplaats
Op de begraafplaats rusten 27 Duitse militairen en grensbewakers. Alle slachtoffers kwamen om het leven tijdens gevechten met Franse troepen op 14 april 1945. De begraafplaats is omstreden omdat de Fransen tijdens dit gevecht 49 militairen verloren, maar niet vermeld worden op het monument.